# Zella Day
Zella Day Kerr, nota solo come Zella Day (Pinetop-Lakeside, 13 marzo 1995), è una cantante statunitense.

## Biografia
Originaria dell'Arizona, ha iniziato a suonare la chitarra e a cantare all'età di nove anni.
Nel 2009 pubblica in maniera indipendente il suo album d'esordio Powered by Love.
Nel 2012 pubblica l'EP Cynics vs Dreamers, prodotto da Wally Gagel e Xandy Barry della Wax Ltd. Pubblica in quest'anno una cover di Seven Nation Army degli White Stripes.
Nell'aprile 2014 pubblica Sweet Ophelia, primo singolo estratto dall'EP Zella Day, che viene pubblicato nel mese di settembre.
Nel giugno 2015 pubblica Kicker, suo secondo album in studio e primo per una "major", in quanto pubblicato da Pinetop Records e Hollywood Records. Il disco era stato preceduto nel mese di febbraio da Hypnotic, brano presente anche nell'EP Zella Day. Nell'ottobre 2016 pubblica il doppio singolo Man on the Moon / Hunnie Pie.
Nel 2018 partecipa come ospite al LA to the Moon Tour di Lana Del Rey. Collabora con la stessa artista anche per il The Norman Fucking Rockwell Tour. Nel 2019 pubblica, come singolo promozionale, una cover di You Sexy Thing. Dopo aver firmato con Easy Eye Sound e Concord Records, pubblica nell'aprile 2020 il singolo People Are Strangers. Dopo altri tre singoli, usciti tra maggio e luglio 2020, pubblica l'EP Where Does the Devil Hide.

## Discografia

### Album in studio
- 2009 - Powered by Love
- 2015 - Kicker

### EP
- 2012 - Cynics vs Dreamers
- 2014 - Zella Day
- 2015 - Digster Live Session
- 2020 - Where Does the Devil Hide

### Singoli
- 2012 - Seven Nation Army
- 2013 - No Sleep to Dream
- 2014 - Sweet Ophelia / 1965
- 2015 - East of Eden
- 2015 - Hypnotic
- 2015 - High
- 2016 - Mustang Kids (featuring Baby E)
- 2016 - Man on the Moon / Hunnie Pie
- 2020 - People Are Strangers
- 2020 - My Game
- 2020 - Purple Haze
- 2020 - Only a Dream
- 2020 - Benny My Dear